# Хенри Пиргос
Хенри Пиргос (енгл. Henry Pyrgos; 9. јул 1989) професионални је рагбиста и шкотски репрезентативац, који тренутно игра за Глазгов Вориорсе.

## Биографија
Висок 178 цм, тежак 80 кг, Пиргос је за репрезентацију Шкотске до сада одиграо 17 тест мечева и постигао 20 поена.